# Jazva
Jazva (russisk Я́зьва) er en flod i Perm kraj i Rusland og en af bifloderne til Visjera fra venstre. Floden er 163 kilometer lang og har et afvandingsareal på 5.900 km². Floden munder ud i Visjera nedenfor byen Krasnovisjerska.
De største bifloder til Jazva er Molmys, Mel, Glukhaja Vilva og Kolynva fra venstre, samt Koltsjim fra højre.
60°21′25″N 56°48′42″Ø / 60.357017°N 56.811619°Ø